# Міжнародний день відмови від паління
Міжнародний день відмови від паління (No Smoking Day) — відзначається щорічно в третій четвер листопада в більшості країн світу. Встановлений Американським онкологічним товариством (American Cancer Society) в 1977 році.
За даними Всесвітньої організації охорони здоров'я 90% смертей від раку легенів, 75% - від хронічного бронхіту і 25% - від ішемічної хвороби серця обумовлені палінням.
Мета Міжнародного дня відмови від паління — сприяти зниженню поширеності тютюнової залежності, залучення до боротьби проти куріння всіх верств населення і лікарів усіх спеціальностей, профілактика тютюнопаління та інформування суспільства про згубний вплив тютюну на здоров'я.

## Ресурси
- Сторінка проекту [Архівовано 6 грудня 2012 у Wayback Machine.]